# Parc national des Pingualuit
Le parc national des Pingualuit, d'une superficie de 1 133,90 km2, est situé au sud-ouest de Kangiqsujuaq, dans le Nunavik, dans la région administrative du Nord-du-Québec de la province de Québec au Canada.
Créé en 2004, il s'agit du plus septentrional des parcs nationaux du Québec. Le parc a été inauguré officiellement le 30 novembre 2007 par le premier ministre Jean Charest. Il est géré par l'administration régionale Kativik. Il protège un échantillon de flore et de faune arctiques en plus d'un cratère météorique, le cratère des Pingualuit, de 3,4 km de diamètre – formé il y a environ 1,4 million d'années, ce cratère est l'un des mieux conservés de la planète en plus d'être l'un des plus récents au Québec.

## Toponymie
Le toponyme Pingualuit provient de l'innuktitut et signifie « boutons d'acné » ou « boutons éruptifs ». Le nom fait référence au cratère des Pingualuit, dont la forme des collines autour du cratère rappelle des boutons d'acné.

## Description
Le paysage est régulier et plat. Comme le paysage est dépourvu d'arbres, les étendues du parc permettent de faire l'observation de la nature et de la faune.

## Flore et faune
Le parc est situé à environ 350 km au nord de la limite des arbres, dans une zone de pergélisol continu. La toundra arctique se caractérise par l’absence totale d’arbres et une végétation discontinue. La flore est très peu diversifiée du fait des conditions climatiques qui soumettent la végétation à des vents violents, des froids intenses et à la déshydratation. Les lichens, les mousses et les sphaignes dominent le territoire avec quelques espèces de plantes herbacées et arbustes rares.
La circulation est limitée dans quelques secteurs afin de n'assurer aucun dommage inutile causé par le piétinement dans l’ensemble du parc.
La faune arctique est très faible en diversité, mais est souvent compensée par son abondance. Le troupeau de caribous de la rivière aux Feuilles séjourne dans le parc national des Pingualuit du mois de mai au mois de juillet. Il y a aussi des bernaches du Canada, des oies des neiges, des loups, des renards, des harfangs des neiges et des lièvres arctiques qui sont présents dans le parc. Le territoire du parc accueille également des ours blancs du détroit d'Hudson, qui pénètrent à l'intérieur des terres.

## Présence des Nunamiuts
Les Nunamiuts sont les Inuits qui auraient vécu seulement de ressources provenant de l’intérieur des terres de l’Ungava. Nomades, ils se déplaçaient en suivant les troupeaux de caribous qu’ils chassaient pour vivre. La graisse de caribou alimentait la lampe à l’huile, les bois étaient sculptés et utilisés comme outils et enfin, la peau servait à confectionner des vêtements et des tentes. Le mode de vie des Nunamiuts semble s’être éteint en même temps que la chute naturelle des populations de caribou dans les premières décennies du XXie siècle.
Le secteur des Pingualuit garde encore certaines traces du passage des Nunamiuts en quête de territoires de chasse. Les pierres disposées en forme de cercle et les abris sous roche sont des vestiges de campements qu’ils érigeaient autrefois pour se reposer. Ces derniers étaient souvent érigés sur des endroits surélevés, tels que la crête du cratère des Pingualuit. Il est rapporté que les feux permettaient de distinguer les différents groupes de chasseurs qui étaient présents dans ces terres hostiles[réf. nécessaire].

## Tourisme et activités
Le mois de juillet et d’août ainsi que le début de septembre sont les moments les plus propices pour aller faire une expédition dans le parc national des Pingualuit. La température y est très clémente, bien que pouvant devenir négative. En hiver, il est possible de faire du traîneau à chiens ou du ski de randonnée, les mois de mars et d’avril seraient les meilleurs.
Plusieurs activités de plein air sont possibles telles que la randonnée pédestre, le kayak, la pêche, la pêche blanche, l'observation de la nature, le traîneau à chien et du ski de randonnée. De plus, il est possible de participer à la construction d'un igloo et d'y passer une nuit. La communauté de Kangiqsujuaq organise de plus des visites de l'exposition permanente. Un centre d’interprétation est situé dans la communauté de Kangiqsujuaq, rapportant les histoires et les légendes coutumières.